# تریتا پارسی
تریتا پارسی (زاده ۲۱ ژوئیه ۱۹۷۴ بهبهان) نویسنده و تحلیلگر سیاسی ایرانی-سوئدی است، که هم-بنیانگذار و نایب رئیس اجرایی مؤسسه کوئینسی برای کشورداری مسئولانه است. او پیشتر رئیس و بنیانگذار شورای ملی ایرانیان آمریکا (نایاک) بوده‌است. پارسی دانشیار وابسته دانشگاه جرج‌تاون است.

## اوایل زندگی و تحصیلات
پارسی در ایران متولد شد و در چهار سالگی با خانواده اش به سوئد مهاجرت کرد. پارسی دارای فوق لیسانس روابط بین‌الملل از دانشگاه اوپسالا و فوق لیسانس اقتصاد از مدرسه اقتصاد استکهلم است.
پارسی در بزرگسالی به آمریکا رفت. او کار خود را در زمینه کنشگری به عنوان یکی از مدیران شورای آمریکا-ایران در سال ۲۰۰۱ آغاز کرد. هوشنگ امیراحمدی رئیس این شورا می‌گوید او برای پارسی درخواست ویزای کار کرده و او را به جواد ظریف نماینده دائم وقت ایران در سازمان ملل متحد معرفی کرده‌است. پارسی از واشینگتن برای شرکت آتیه بهار در ایران گزارش می‌نوشت. او مدتی به عنوان مشاور برای باب نی، نماینده جمهوریخواه مجلس نمایندگان ایالات متحده از اهایو کار می‌کرد.
پارسی تحصیلات دکترای خود را مدرسه مطالعات پیشرفته بین‌المللی دانشگاه جانز هاپکینز تحت سرپرستی فرانسیس فوکویاما انجام داد. زیبیگنیو برژینسکی مشاور امنیت ملی سابق ایالات متحده از جمله اعضای هیئت داوری پایان‌نامه وی بودند. چارلز دورن، آغازگر نظریه چرخه قدرت در روابط دولت‌ها، از دانشورانی بود که به سرپرستی دکترای پارسی کمک کرد. پارسی در دکترای خود از این نظریه برای تحلیل رابطه ایران، اسرائیل و آمریکا استفاده کرد که بعدها در کتاب «اتحاد خائنانه: تعاملات مخفیانه اسرائیل، ایران و آمریکا» او به چاپ رسید. به گفته دورن، پایان‌نامه پارسی در تضاد مستقیم با نظریه استیون والت و جان مرشایمر قرار دارد. برخلاف تأکید والت بر ستیزهای ایدئولوژیک دشمنان آشتی ناپذیر، نظریه چرخه قدرت، قدرت نسبی دولت‌های متخاصم را مهمتر می‌داند تا ذات حکومت‌ها و ایده‌هایی که آنها مدعی باور به آنها هستند. در تفسیر پارسی، رقابت جغرافیایی اجتناب ناپذیر بین دو قدرت منطقه ای و نه دین سالاری ضدیهودی حاکم بر ایران دلیل ستیز ایران با اسرائیل است.
پارسی در نمایندگی دائم سوئد در سازمان ملل متحد و کمیته سوم مجمع عمومی سازمان ملل کار کرده‌است.

## فعالیت‌ها

### شورای ملی ایرانیان آمریکا
پارسی در سال ۲۰۰۲ گروه ناسودبر شورای ملی ایرانی آمریکایی (نایاک) را برای دفاع از روابط نزدیکتر آمریکا با ایران تأسیس کرد. پارسی از سوی منتقدان متهم شده که آدم ایران در واشینگتن است. منتقدان با اشاره به روابط نزدیک پارسی با افراد درون ایران، و ایمیل‌های او با جواد ظریف، سفیر وقت ایران در سازمان ملل متحد، این سازمان را متهم کرده‌اند که مقررات افشای لابیگری را نقض کرده‌است. در سال ۲۰۰۹ سناتور جان کایل، تلاش ناکامی را برای تحقیق وزارت دادگستری از آن را انجام داد. نایاک در سال ۲۰۱۵ گروه مجزایی با نام نایاک-اکشن را برای به دست گرفتن بیشتر لابیگری این گروه انجام داد، ولی این سازمان به عنوان یک لابیگر خارجی یا داخلی ثبت نام نکرده‌است. پارسی منکر لابیگری برای این بوده است و تنها هدف نایاک را دفاع به نیابت از ایران آمریکاییانی خوانده که کاهش تنش بین ایران و آمریکا هستند. نایاک و نایاک اکشن، از مدافعان سرسخت برجام بوده اند. پارسی در مورد ایران به دولت اوباما مشاوره می داد. در جریان مذاکرات هسته‌ای ایران و کشورهای غربی، پارسی به تیم‌های مذاکره کننده ایران و آمریکا دسترسی داشت.

#### جنجال لابی‌گری
آوریل سال ۲۰۰۸ شورای ملی ایرانیان آمریکا شکایتی را به دادگاه استیناف حوزه ناحیه کلمبیای ایالات متحده آمریکا تسلیم کرد مبنی بر اینکه حسن داعی‌الاسلام از طریق وبلاگ‌ها و تبلیغات گسترده، شورای ملی ایرانیان آمریکا و به‌طور ویژه ریاست آن تریتا پارسی را به لابی‌گری جمهوری اسلامی ایران در ایالات متحده متهم کرده‌است و به حیثیت این شورا و پشتیبانی مردمی آن آسیب رسانده‌است. حسن داعی‌الاسلام مدیر سایتی به نام Iranianlobby.com و فوروم ایرانی آمریکایی iranian-americans.com می‌باشد. پرونده در دست دادگاه ناحیه‌ای و دادگاه استیناف ناحیه کلمبیا تحت بررسی بود. دادگاه درخواست داعی‌الاسلام مبنی بر حکم مردود بودن شکایت را رد کرد اما از نایاک برای تأیید خصمانه بودن تبلیغات داعی‌الاسلام علیه نایاک شواهد قابل تأیید خواست که فراهم شد. سپس داعی‌الاسلام با پرداخت هزینه درخواست حکم، خواستار حکم بازرسی کامپیوترهای نایاک برای یافتن تاریخچه نامه‌ها، پرونده‌ها، جلسات و شواهدی شد که این لابی‌گری را تأیید کنند.
طی جریان این بازرسی نایاک سه بار از دستور دادگاه مبنی بر بازرسی کامپیوترهای داخلی و خارجی کارمندانش و سرور این سازمان که توسط شرکت دیگری نگهداری می‌شد سرپیچی کرد و اطلاعات کاملی را ارائه نکرد و اظهاریه‌های ضد و نقیضی را در خصوص سیستم کامپیوتری داخلی ارائه کرد. برخی مدارکی که نایاک از ارائه آنها سرپیچی کرد نامه‌نگاری‌ها در تاریخچه مایکروسافت اوت‌لوک بودند. سرور جدید نایاک سال ۲۰۰۹ راه اندازی شده بود و داعی‌الاسلام مدعی شده بود که مدارک اصلی در سرور قدیمی هستند که ارائه نشده.
در فرایند بازرسی اسناد نایاک داعی‌الاسلام مدارکی را از تاریخچه آن طور که گفته شده‌است از سال ۱۹۹۹ ارائه کرد مربوط به یک سری سوالات متداول که از گروهی به نام ایرانیان برای همکاری بین‌المللی (IIC) جمع‌آوری شده بودند که تریتا پارسی پیش از نایاک با آن گروه همکاری داشته‌است. در نسخه اصلی این مدارک IIC با عنوان یک گروه لابی («lobby») معرفی شده بود. در نسخه دومی از همان مدارک که آخرین بار در سال ۲۰۰۹ ویرایش شده بودند واژه لابی با «advocacy» یا مدافعه جایگزین شده بود. تریتا پارسی از این تغییر واژه اظهار بی‌اطلاعی کرد. دادگاه تشخیص داد که «این مدارک برای اثبات اینکه این فایل توسط خواهان‌ها (نایاک) به‌طور عمد دستکاری شده باشد کافی نیست» اما به عنوان یک شاهد با اولویت بیشتر قبول شد و بخشی از هزینه درخواست حکم داعی‌الاسلام به او برگردانده شد.
جریان بازرسی به دلیل عدم همکاری نایاک با دادگاه به مدت چند سال به تأخیر افتاد و نهایتاً نایاک به خاطر سرپیچی مکرر از دستور دادگاه، عدم توجه به کارمزد وکلای دادگستری و مطابق ماده ۳۷ قوانین فدرال آئین دادرسی مدنی ایالات متحده مبنی بر افزایش هزینه‌های طرف مقابل دعوی بواسطه عدم همکاری در بازرسی مدارک جریمه شد تا بخشی از هزینه‌های داعی‌الاسلام برای درخواست‌های مکرر حکم از محل جریمه‌های نایاک به او برگردانده شود از جمله هزینه احضاریه اشخاص سوم مرتبط با نامه‌نگاری‌های مربوط به نایاک یا آی‌آی‌سی که به دلیل عدم همکاری نایاک بود.
نایاک با استدلال‌های متعددی اعتراض کرد. یکی از استدلال‌ها این بود که در بین اطلاعاتی که ارائه نشده فهرست کسانی که از نایاک حمایت کرده‌اند وجود داشت که به ۴۳ هزار عضو می‌رسید که به ادعای نایاک نگران فاش شدن این اطلاعات و انتشار آنها در رسانه‌ها بودند. نایاک در ابتدا فقط پرونده‌های ۹ هزار عضو را ارائه کرده بود. این استدلال نیز رد شد چون حکم آغازین دادگاه حفاظتی بوده‌است و نایاک می‌توانست به جای سرپیچی از دستور دادگاه برای بررسی اطلاعات از شخص سوم کمک بگیرد. نهایتاً با توجه به شواهد موجود اینکه تریتا پارسی مدارکی را از عمد دستکاری کرده باشد ثابت نشد اما دادگاه اعلام کرد که نمی‌تواند سرپیچی تریتا پارسی برای بار دوم و سوم از دستور دادگاه که موجب هزینه‌های متعدد برای داعی‌الاسلام شدند را نادیده بگیرد.

### مؤسسه کویینسی
در ۱۷ مه ۲۰۱۸، تریتا پارسی اعلام کرد از ۱ اوت ۲۰۱۸ از سمت ریاست خود در شورای ملی ایرانیان آمریکا کناره‌گیری خواهد کرد.
در تابستان ۲۰۱۹، پارسی به همراه جمعی دیگر تأسیس مؤسسه کوئینسی برای حکومت‌گری مسئولانه را اعلام کردند. این مؤسسه که با اهدائیه مالی جرج سوروس و چارلز کوک میلیاردرهای چپگرا و راستگرا تأسیس می‌شود، هدف خود را پایان دادن به جنگ‌های بی‌پایان آمریکا و اتخاذ یک سیاست خارجی جدید اعلام کرده‌است.

## آثار
- اتحاد خائنانه: تعاملات مخفیانه اسرائیل، ایران و آمریکا، انتشارات دانشگاه ییل[۱۸][۱۹]
- از دست دادن یک دشمن (Losing an Enemy)

کتاب روایتی از دل مذاکرات و برگرفته از اطلاعات دست‌اول از مذاکره‌کنندگان کشورهای امضاکننده برجام است.
- یک چرخش تاس: دیپلماسی اوباما با ایران[۲۲]